# 延興 (北魏)
延興（えんこう）は、南北朝時代の北魏において、孝文帝の治世に使用された元号。471年8月 - 476年6月。

## 西暦・干支との対照表
| 延興 | 元年  | 2年   | 3年   | 4年   | 5年   | 6年   |
| 西暦 | 471年 | 472年 | 473年 | 474年 | 475年 | 476年 |
| 干支 | 辛亥  | 壬子  | 癸丑  | 甲寅  | 乙卯  | 丙辰  |